# Ceylor
ceylor ist eine 1929 gegründete Schweizer Marke im Besitz des Unternehmens Doetsch Grether AG mit Sitz in Basel. Unter der Marke ceylor werden Qualitäts-Präservative und Gleitgele vertrieben. Alle Präservative tragen das OK-Gütesiegel und unterliegen einem mehrstufigen Prüfverfahren. ceylor ist Marktführer im Schweizer Markt für Präservative. Hergestellt werden ceylor Kondome in Japan.

## Geschichte
Mit dem Auftreten der Krankheit AIDS in den 1980er-Jahren hat das Kondom einen neuen Stellenwert erhalten. Als eines der ersten Länder lancierte die Schweiz 1987 die erste nationale „STOP-AIDS“-Kampagne.
Im Jahr 1916 erhielt der Schweizer Gummiwarenhersteller Lamprecht vom Schweizerischen Bund den Auftrag, Präservative für die Schweizer Armee herzustellen, um die Zahl ausserehelicher Kriegskinder zu reduzieren. Nach diesem Grossauftrag lancierte Lamprecht mit Colombo, Neverrip und Ceylon erstmals Markenpräservative für Privatpersonen. Aus diesen drei Marken entstand schließlich die heutige Marke ceylor, welche seit 1950 eine eingetragene Marke ist.
In den neunziger Jahren wurde die hauseigene Produktion aufgegeben. Seither werden die Präservative nach den Vorgaben der Firma von einem Hersteller in Japan produziert und in Malaysia konfektioniert.
2002 erfolgte der Firmenumzug von Zürich Oerlikon nach Regensdorf (ZH). Ein Jahr später erschien das erste aromatisierte ceylor-Präservativ sowie das erste latexfreie Kondom der Marke auf dem Markt.
2005 erfolgte ein Re-Branding der Marke, im Zuge dessen das Design und die Verpackungen vollständig überarbeitet wurden. 2012 wurde das ceylor Gleitgel-Sortiment ebenfalls im neuen Design lanciert.
2019 kaufte die Firma Doetsch Grether AG in Basel der Firma Lamprecht AG in Regensdorf die Kondommarke ceylor ab.

## Material und Herstellung

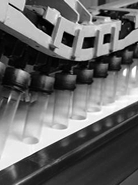
Herstellung von Präservativen

Die meisten Präservative werden aus Naturkautschuk-Latex hergestellt. Zur Gewinnung des Rohstoffs wird die Rinde des Gummibaums angeritzt. Der tröpfchenweise austretende Saft wird in Behältern gesammelt, welche direkt am Baumstamm angebracht sind. Nach der Ernte wird der Naturkautschuk-Latex in großen Tanks gesammelt und in die ganze Welt verschifft. Bei der Ankunft in der Produktionsstätte wird der Rohstoff mehrmals streng geprüft und kontrolliert, denn nur qualitativ hochstehender Latex eignet sich für die Weiterverarbeitung zu Präservativen.
Für die Weiterverarbeitung werden dem Rohstoff Chemikalien hinzugefügt und die Mischung erhitzt. Die dadurch entstehende chemische Reaktion überführt den Kautschuk in einen stabilen, reissfesten und elastischen Zustand. Anschließend wird der Latex in riesige Lagerbehälter gefüllt und Glaskolben darin eingetaucht. Der Latex setzt sich als dünne Schicht auf die Behälter ab. Nach dem Trocknen wird der Vorgang wiederholt durchgeführt. Die Kolben werden dabei kontinuierlich gedreht, damit sich der Latex gleichmäßig verteilt. Danach werden die Präservative in einem Ofen erhitzt, sodass der Kautschuk vulkanisiert. Dies ist der Abschluss der chemischen Reaktion und sorgt dafür, dass der Latex ausreichend stabil, dehnbar und reissfest wird.
Zum Schluss werden die Präservative gewaschen, elektronisch getestet, je nach Typ befeuchtet oder aromatisiert und verpackt. Um maximale Sicherheit zu gewährleisten, werden verschiedene Qualitätstests durchgeführt, bevor die Präservative auf den Markt kommen.
Neben den herkömmlichen Präservativen aus Naturkautschuk-Latex, entwickelte ceylor im Jahr 2003 ein erstes latexfreies Kondom aus Polyurethan. Das hochtransparente, absolut geruchs- und geschmacksneutrale Präservativ ist nur ca. 0,02 Millimeter dick und auch für Latex-Allergiker geeignet.

## Normen, Qualitätstests
Alle ceylor-Kondome entsprechen der europäischen Norm für Präservative (EN ISO 4074). Diese setzt die Mindestgrösse von Präservativen fest und reguliert die Qualitätstests, welche Kondome durchlaufen müssen. Das CE-Prüfzeichen auf jeder Verpackung garantiert dabei die Erfüllung der erforderlichen Qualitätskriterien.
Zusätzlich zu den europäischen Normen sind die ceylor-Präservative mit dem Schweizer OK-Siegel des Vereins „Gütesiegel für Präservative“ ausgezeichnet. Das bedeutet, dass sie über die gesetzlichen Standardnormen hinaus die strengsten Qualitätsanforderungen erfüllen.
ceylor-Präservative werden regelmäßig und genau kontrolliert, um die einwandfreie Qualität sicherzustellen. Im Kontroll-Labor werden verschiedene Materialeigenschaften geprüft.

### Volumentest

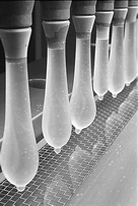
Elektronischer Lochtest

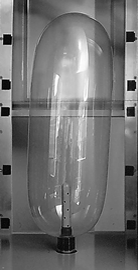
Volumentest

Um das Berstvolumen zu messen, wird das Präservativ in einem Testapparat mit Luft gefüllt, bis es platzt. Jedes geprüfte ceylor Präservativ muss dabei mindestens ein Fassungsvermögen von 28 Litern Luft aufweisen.

### Elastizitätstest
Um die Elastizität des Naturkautschuk-Latex zu prüfen, wird ein Stück des Präservativs in ein spezielles Testgerät eingespannt und gedehnt. Es darf frühestens bei einer Ausdehnung von 700 % reissen. Ein Gummistück von zehn Zentimeter Länge muss also auf mindestens 70 Zentimeter auseinandergezogen werden können.

### Lochtest
Jedes einzelne Präservativ wird elektronisch auf Schäden und nadelfeine Löcher überprüft. Die Präservative werden mit Wasser gefüllt, an eine Elektrode angeschlossen und in Salzlösung eingetaucht. Weist das Material ein noch so kleines Loch auf, wird elektrischer Strom in die Lösung geleitet. Zeigen die Messungen keinen Stromfluss an, ist das Präservativ zu 100 % dicht.

## Kondom-Dösli
Kondome sind einzeln in sogenannte Kondom-Dösli verpackt. ceylor ist schweizweit der einzige Anbieter von Kondomen in dieser Verpackung, die Portionsbechern für Kaffeesahne etc. ähnelt. Sie ist einfach zu öffnen und bietet als Einzelpackung für unterwegs einen gewissen Schutz. Zum Öffnen wird die Schutzfolie abgezogen. Zudem bringt das Kondom-Dösli den Vorteil mit sich, dass das Präservativ darin schon richtig platziert ist und vor dem Abrollen nicht noch umgedreht werden muss.